# Atlantic Grupa
Atlantic Grupa je hrvatska multinacionalna kompanija koja u svojem poslovanju objedinjuje proizvodnju, razvoj, prodaju i distribuciju robe široke potrošnje. Prisutna je na više od 40 tržišta diljem svijeta.
Atlantic Grupa je jedna od vodećih prehrambenih kompanija u regiji čiji proizvodni portfelj uključuje kavu, prehranu za sportaše, bezalkoholna pića, slatki i slani asortiman, delikatesne namaze i gourmet proizvode te dječju hranu. Dodatno, Atlantic Grupa vlasnik je poznatog hrvatskog proizvođača vitamina, minerala, suplemenata i OTC lijekova te je vlasnik ljekarničkog lanca u Hrvatskoj pod nazivom Farmacia. Atlantic Grupa ima razvijenu distribucijsku mrežu na regionalnim i internacionalnim tržištima kroz koju, osim vlastitog proizvodnog asortimana distribuira i asortiman proizvoda vanjskih partnera.
Sjedište kompanije je u Zagrebu, dok se proizvodni pogoni nalaze u Hrvatskoj, Sloveniji, Bosni i Hercegovini, Srbiji i Makedoniji. Atlantic Grupa ima tvrtke i predstavništva u 8 zemalja, a na tržištima gdje nije prisutna s vlastitim operativnim kompanijama, razvila je partnerske odnose s regionalnim i nacionalnim distributerima. Danas je Atlantic Grupa kompanija s prihodima od prodaje od 5,3 milijardi kuna, preko 5.500 zaposlenih, razvijenom distribucijom, 12 robnih marki s prodajom iznad 120 milijuna kuna, te 16 proizvodnih pogona.

## Povijest
Nacionalna kompanija: distribucija
Početak poslovanja Atlantic Grupe seže u 1991. godinu i osnivanje kompanije Atlantic Trade d.o.o. za distribuciju robe široke potrošnje. Otvaranjem distributivnih centara (Split 1992., te Osijek i Rijeka 1994.) počinje širenje na tržištu Hrvatske, a ulaganjem u distributivni sustav Ataco u Bosni i Hercegovini 1997. počinje širenje izvan tržišta Hrvatske. Tijekom tih godina tvrtka ostvaruje i suradnju s mnogim svjetskim tvrtkama kao što su Wrigley, Ferrero, Johnson & Johnson, te P&G. Atlantic Grupa je 1998. lansirala prvi hrvatski sendvič produljene trajnosti, Montana sendvič.
Regionalna kompanija: proizvodnja
Otvaranjem predstavničkog ureda u Bosni i Hercegovini 2001., kompanija je postala regionalna kompanija, a u idućim godinama osnovala je i vlastite kompanije za distribuciju u Srbiji 2001., Makedoniji 2003. i Sloveniji 2004. Akvizicijom tvrtke Cedevita 2001., te tvrtke Neva 2003. kao i robne marke Melem 2004., Atlantic Grupa je osim distributivne postala i proizvodna kompanija.
Internacionalna kompanija: proizvodnja, razvoj, prodaja i distribucija
Izlazak iz regionalnih okvira je uslijedio 2005. godine preuzimanjem njemačkog proizvođača prehrane za sportaše Multipower, čime Atlantic Grupa stupa na europsko tržište i postaje međunarodna kompanija. U 2006. godini kompanija je transformirana u dioničko društvo te je iduće godine, uspješnom provedbom inicijalne javne ponude dionica Atlantic Grupe d.d., uvrstila svoje dionice na uređeno tržište Zagrebačke burze. Iste godine osnovan je predstavnički ured u Moskvi. U 2007. i 2008. godini kompanija započinje niz akvizicija ljekarničkih ustanova i formiranje vlastitog ljekarničkog lanca Farmacia.
Tvrtka 2010. preuzima slovensku kompaniju Droga Kolinska d.d., te tvrtku Kalničke Vode Bio Natura d.d. Atlantic Grupa je 2014. godinu zaključila još jednom akvizicijom, srpskog proizvođača domaćih džemova i sokova Foodland, čiji je brand Bakina Tajna prisutan u više od 20 zemalja svijeta. To podcrtava orijentaciju kompanije prema internacionalizaciji poslovanja, koja se strateški nastavlja provoditi. 
Kotporativna strategija: Proces dezinvestiranja manjih i non-core tvrtki
Atlantic grupa prodala je marku Bebi Nelt Grupi kao dio procesa dezinvestiranja manjih i non-core tvrtki koji je započet 2018. godine izlaskom iz sportske i aktivne prehrane te nastavljen prodajom segmenta kozmetike, dodataka prehrani i distribucije vode u galonima. Postojeća proizvodna lokacija za marku Bebi locirana u slovenskoj Mirni nije dio kupoprodajnog ugovora.

## Organizacija

### Organizacijska struktura
Organizacija poslovanja Atlantic Grupe sastoji se od dva osnovna segmenta.
- Operativno poslovanje Atlantic Grupe može se pratiti kroz poslovanje posebnih poslovnih područja organizacijski vezanih uz pojedinu vrstu proizvoda, odnosno, posebnih prodajnih područja unutar kojih se pokrivaju sva važna tržišta i strateški prodajni kanali.
- Korporativne funkcije podrške osiguravaju primjenu jedinstvenih korporativnih standarda te transparentnije i učinkovitije poslovanje na razini cijele kompanije. Korporativne funkcije podrške imaju centralnu organizaciju i ovisno o funkcionalnom području koje pokrivaju, pružaju podršku ukupnom poslovanju Atlantic Grupe.

### Korporativno upravljanje
Struktura korporativnog upravljanja Atlantic Grupe temelji se na dualističkom sustavu, koji se sastoji od Nadzornog odbora i Uprave Društva. Zajedno s Glavnom skupštinom, organom u kojem dioničari ostvaruju svoja prava u stvarima Društva, predstavljaju tri temeljna organa Društva.
Uprava Atlantic Grupe sastoji se od 6 članova i čine ju predsjednik Uprave, potpredsjednik Grupe za Korporativne aktivnosti, potpredsjednik Grupe za Financije, potpredsjednik Grupe za Strategiju, poslovni razvoj i rast, potpredsjednik Grupe za Distribuciju i potpredsjednik Grupe za Delikatesne namaze, Donat Mg i internacionalizaciju. Uz Upravu postoji i Strateško poslovno vijeće koje predstavlja multifunkcijsko tijelo koje raspravlja o vitalnim strateškim i operativnim korporativnim pitanjima. Nadzorni odbor Atlantic Grupe profesionalno je tijelo koje ima sedam članova, predstavnika akademske i poslovne zajednice te dioničara.

## Robne marke i distribucija
Atlantic Grupa razvija svoje robne marke unutar 5 strateških poslovnih područja: Pića, Kava, Slatko i slano, Delikatesni namazi, Zdravlje i njega.
Neki od najpoznatiji brendova Atlantic Grupe su: Cedevita, Cockta, Smoki i drugi.
Tvrtka je distributer niza svjetski poznatih robnih marki u FMCG sektoru. U Hrvatskoj, Sloveniji, Srbiji, Makedoniji, Austriji i Rusiji Atlantic Grupa ima razvijen vlastiti sustav distribucije, dok u BiH i Crnoj Gori ima razvijenu partnersku suradnju s distribucijskim sustavom Ataco.
U distributivnom portfoliju Atlantic Grupa otprilike ima 70% vlastitih robnih marki, a ostatak čine proizvodi principala.

## Vanjske poveznice
- Službena stranica

Napomena: Ovaj tekst (ili jedan njegov dio) preuzet je sa službenih mrežnih stranica tvrtke. Vidi dopusnicu.